# Нестеровка (Черкасская область)
Несте́ровка (укр. Нестерівка) — село в Маньковском районе Черкасской области Украины.
Население по переписи 2001 года составляло 950 человек. Почтовый индекс — 20140. Телефонный код — 4748.

## Местный совет
20140, Черкасская область, Маньковский районн, село Нестеровка